# 第七大街站
第七大街站是一个位于中国天津市滨海新区泰达街道天津经济技术开发区洞庭路与第七大街交叉口，属于天津地铁天津开发区导轨电车1号线的导轨电车站，并已停运。

## 車站結構
车站为地面站，设有2个侧式站台。